# Nieuport 11

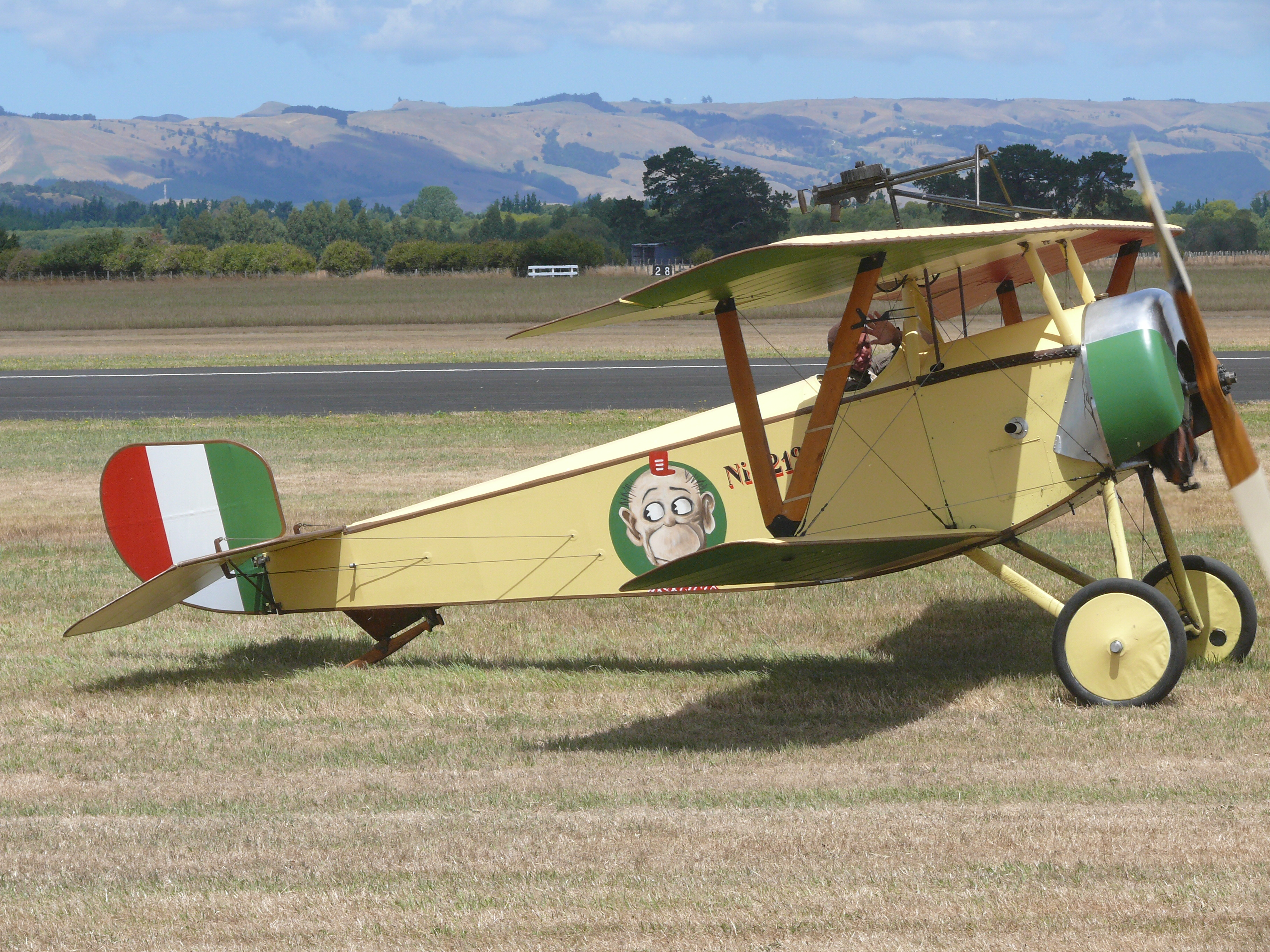
Uma réplica do Nieuport 11 nas cores italianas.

O Nieuport 11, apelidado de Bébé, foi um avião de caça biplano, monomotor francês de um só lugar em configuração de tração, utilizado na Primeira Guerra Mundial. Projetado por Gustave Delage. Ele adquiriu fama como um dos aviões que ajudou a encerrar o período conhecido como "Flagelo Fokker" em 1916.
Esse modelo foi utilizado em serviço por várias forças aéreas aliadas, e deu origem a série de caças Nieuport com a estrutura que interligava as asas no formato de um "V". Esse modelo permaneceu em serviço até o fim da Guerra, assumindo o papel de avião de treinamento quando modelos mais novos foram lançados.

## Projeto e desenvolvimento
O Nieuport 11 era basicamente, uma versão menor e mais simples do Nieuport 10 - projetado especificamente como um avião de caça monoposto. Assim como o "10", o "11" era um sesquiplano, um biplano com uma asa superior maior e uma asa inferior menor e muito mais estreita (corda menor). Os montantes que interligavam as asas tinham a forma de um "V". O layout de sesquiplano apresenta um menor arrasto e uma maior razão de subida, assim como uma melhor visibilidade da cabine, as asas inferiores mais curtas, tendem a tremer e torcer sob estresse, especialmente quando em alta velocidade. Isto era um problema com os Nieuports de estrutura em "V", assim como nos Albatros D.III e V alemães, que adotaram um desenho de asa semelhante.

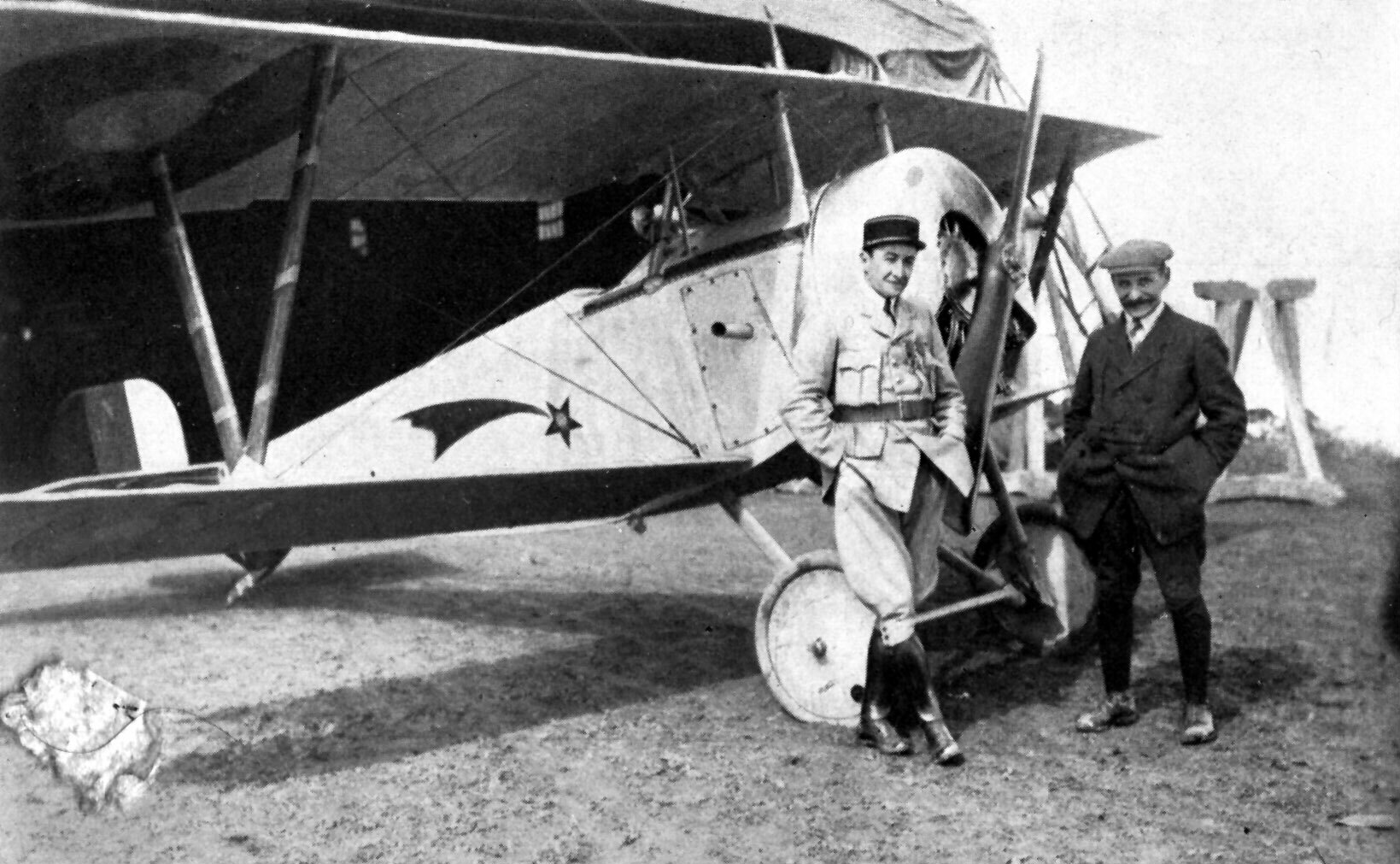
Um Nieuport 11 C.1 em serviço na Bélgica.

Os Nieuport 11 foram fornecidos à Aéronautique Militaire, ao Royal Naval Air Service, Bélgica, Rússia e Itália. 646 foram produzidos pela companhia Macchi italiana sob licença.

### Nieuport 16
Em 1916, uma versão melhorada surgiu, identificada como Nieuport 16, sendo basicamente uma versão reforçada do Nieuport 11, equipada com um motor giratório Le Rhône 9J de 110 hp. Diferenças visíveis incluíam uma maior abertura frontal da cobertura do motor e um descanso para a cabeça do piloto. Versões posteriores foram equipadas com uma metralhadora Vickers sincronizada, mas nessa configuração, o conjunto motor - metralhadora se mostrou muito pesado comprometendo a manobrabilidade. A próxima variante, ligeiramente maior, o Nieuport 17 C.1, corrigiu esse problema do centro de massa, e melhorou a performance.

## Histórico operacional

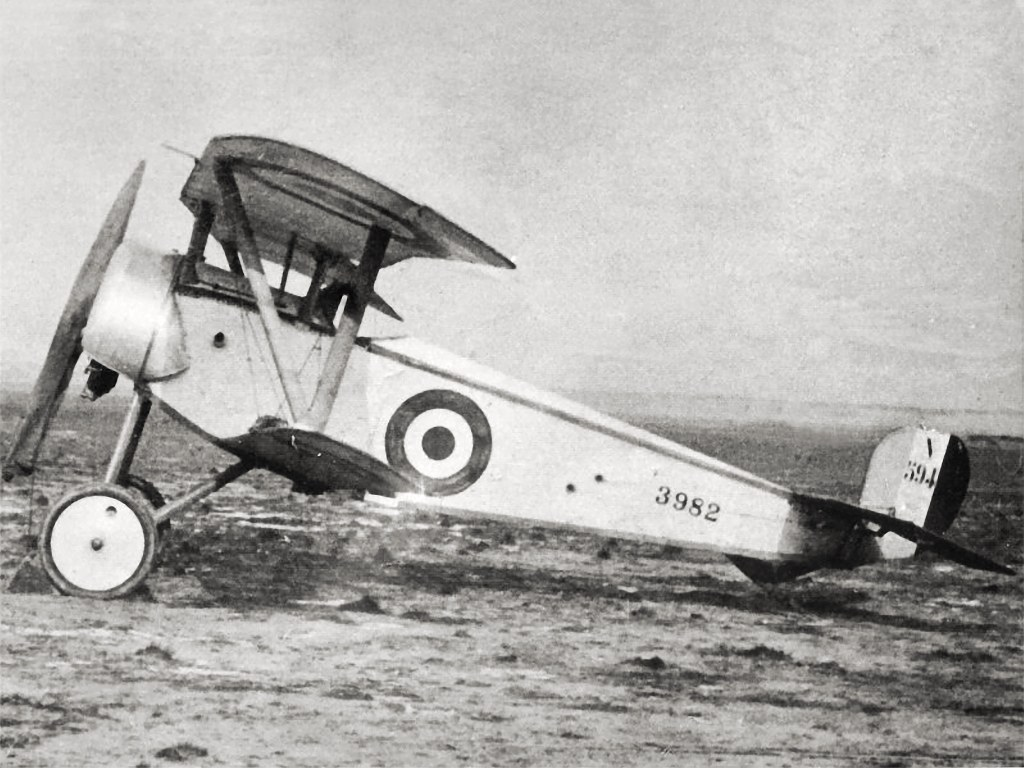
Um Nieuport 11 do Royal Naval Air Service.

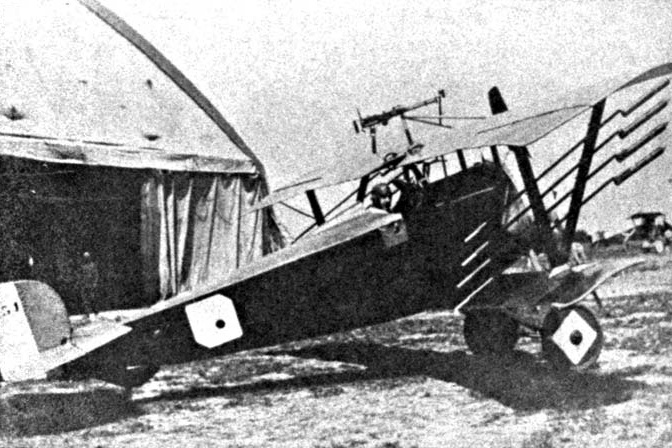
Um Nieuport 16 com foguetes Le Prieur.

O Nieuport 11 chegou à frente de batalha francesa em Janeiro de 1916, e noventa estavam em serviço no mês seguinte.
Esse pequeno e leve sesquiplano superou o Fokker Eindecker em todos os aspectos. Entre outros, ele tinha ailerons para controle lateral ao invés do sistema de arqueamento de asas - e seu profundor estava montado num plano de cauda convencional diferente do "tipo Morane" usado nos Fokker que era todo móvel. Essas duas características o tornavam muito mais fácil de voar de forma precisa. O sucesso dos Fokker se deveu em muito ao uso da metralhadora sincronizada que disparava para a frente através do arco da sua hélice sem atingi-la. Na época, os aliados não tinham um sistema equivalente, e a metralhadora Lewis do Nieuport 11 era montada para atirar por sobre o arco da hélice, obtendo resultados semelhantes. Corrigir problemas de "engasgos", e substituir os tambores de munição em voo eram tarefas difíceis, e os tambores limitavam a quantidade de munição. Isso foi eventualmente resolvido pelos franceses aplicando o sistema de sincronização Alkan-Hamy nos caças Nieuport 17 em diante. Os britânicos, na falta de um sistema de sincronização satisfatório, mantiveram o sistema antigo da metralhadora Lewis, agora usando o suporte Foster, e empregando o novo tambor "duplo", com capacidade de 98 tiros.
Durante a Batalha de Verdun em Fevereiro de 1916, o Nieuport 11 restabeleceu a superioridade aérea francesa, forçando uma mudança radical nas táticas alemãs.
Alguns Nieuport 11 e 16 foram modificados em serviço para disparar foguetes Le Prieur montados na lateral da fuselagem. A intenção era usar essas armas para atacar balões de observação e dirigíveis.
Em Março de 1916, o Bébé estava sendo substituído pelo Nieuport 17, alguns exemplares fabricados na Itália, permaneceram em serviço por mais tempo. Daí por diante, esse modelo continuou sendo largamente utilizado como avião de treinamento.

## Variantes
Nieuport 11
Versão básica do biplano. Conhecido também como Nieuport Scout e Nieuport Bebe.
Nieuport 16
Versão melhorada. Utilizando um motor Le Rhone 9J giratório de 110 hp.

## Usuários

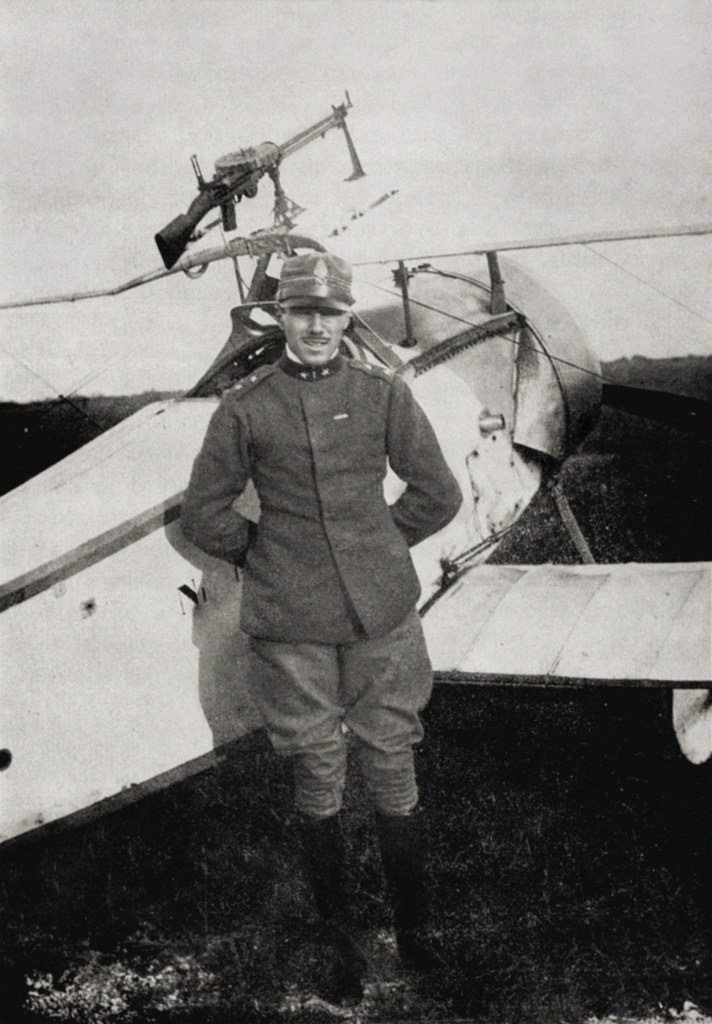
Maior ás da aviação italiano da Primeira Guerra, Francesco Baracca com seu Nieuport 11.

- Bélgica
- França
- Itália
- Países Baixos
- Romênia
- Império Russo
- Reino Unido

## Especificação (Nie 11)

Esquema em três vistas do Nieuport 11.

Esquema em três vistas do Nieuport 16.

Estas são as características do Nieuport 11 (Nie 11)
- Características gerais:
  - Tripulação: um
  - Comprimento: 5,8 m
  - Envergadura: 7,55 m
  - Altura: 2,4 m
  - Área da asa: 13 m²
  - Peso vazio: 344 kg
  - Peso máximo na decolagem: 480 kg
  - Motor: 1 x Le Rhone 9C, giratório de 9 cilindros radial, refrigerado à ar, de 80 hp.
- Performance:
  - Velocidade máxima: 156 km/h
  - Alcance: 330 km
  - Teto de serviço: 4.600 m
  - Tempo de subida: 3.000 m em 15 minutos
  - Razão peso/potência: 1,49 kW/kg
- Armamento:
  - Armas:
    - 1 x metralhadoras Hotchkiss de 7,92 x 57 mm ou Lewis de 7,92 x 63,35 mm.